# Carlos Araya Guillén
Carlos Eduardo Araya Guillén (26 de junio de 1965) es un educador, político y filósofo costarricense.
Guillén inició su carrera política en el Partido Demócrata Cristiano de Jorge Monge Zamora del que fue presidente. Fue elegido diputado por el Partido Unidad Social Cristiana en el período 1986-1990 durante la primera administración de Óscar Arias Sánchez. Fue embajador de Costa Rica en Brasil entre 1990 y 1994 en la administración Calderón Fournier lo que le hizo acreedor a la Orden de la Gran Cruz Azul. Temporalmente le dio la adhesión a Ottón Solís del Partido Acción Ciudadana para las elecciones del 2006, luego regresó al PUSC siendo cercano al expresidente Calderón y vicepresidente de Convergencia Calderonista. Fue candidato a vicepresidente por el PUSC como compañero de fórmula de Rodolfo Piza Rocafort de cara a las elecciones de 2014.
Guillén se desempeña como profesor de filosofía de la Facultad de Estudios Generales de la Universidad de Costa Rica, profesor en el Colegio Metodista y director de proyectos del Colegio Andrés Bello de la Universidad Autónoma de Centroamérica. Tiene además de títulos en filosofía y educación una maestría en Administración Educativa de la Universidad La Salle.